# Ursuppe (Spiel)
Ursuppe von Doris Matthäus und Frank Nestel ist ein Brettspiel, das die Entwicklung des urzeitlichen Lebens nachempfindet. Ursuppe wurde 1998 auf die zweite Position des Deutschen Spielepreises gewählt.
Jeder Spieler repräsentiert einen Stamm von 1 bis 7 Amöben, die ziellos im Urmeer, genannt Ursuppe, herumdümpeln, Nahrung aufnehmen und Fäkalien ausscheiden. Jede Runde besteht aus mehreren Phasen, die nacheinander gespielt werden.
| Phase                     | Handlung |
| ------------------------- | --- |
| 1 (Bewegen und fressen)   | Die Spieler lassen ihre Amöben entweder in Strömungsrichtung treiben oder sich aus eigener Kraft bewegen. Die Bewegung aus eigener Kraft kostet einen Biopunkt („Währung“ in der Ursuppe). Danach müssen sie von jeder Fremdfarbe einen Nährstoff bzw. bei drei Spielern von einer Farbe zwei Nährstoffe fressen. Gleichzeitig scheiden sie zwei Nährstoffe der eigenen Farbe aus. Sind die erforderlichen Nährstoffe nicht vorhanden, so muss die Amöbe hungern, was im Wiederholungsfall zum Tod führt (siehe Phase 5). |
| 2 (Umwelt und Gendefekte) | Die neue Umweltkarte wird aufgedeckt. Ist bei einem Spieler die Summe der Empfindlichkeiten seiner Genkarten größer als die aktuelle Dicke der Ozonschicht, muss der betreffende Spieler die Differenz mit Biopunkten oder Genkarten abbezahlen. |
| 3 (Neue Gene)             | Die Spieler können mit ihren verbliebenen Biopunkten Genkarten kaufen. |
| 4 (Zellteilung)           | Jeder Spieler erhält 10 Biopunkte. Für je 6 Biopunkte kann eine neue Amöbe auf ein zu einer eigenen Amöbe benachbartes Feld gesetzt werden. |
| 5 (Todesfälle)            | Amöben mit 2 oder mehr Schadenspunkten (entstehen durch Hunger) werden durch je 2 Nährstoffe jeder Farbe ersetzt. |
| 6 (Wertung)               | Je nach Anzahl der Amöben in der Ursuppe und der Genkarten, die ein Spieler besitzt, bewegt sich der Setzstein eines Spielers auf der Laufbahn. |

Wie im wirklichen Leben fressen Amöben nur das, was andere Amöbenarten abgeben, und nicht ihren eigenen Abfall. Damit sie also überleben können, müssen sie sich weiterbewegen, das geht durch Treibenlassen, was von der aktuellen Strömung abhängig ist, oder Zappeln, was vom Würfelglück abhängig ist. Durch die Evolution kann sich ein Amöbenstamm zusätzliche mehr oder weniger nützliche Eigenschaften erwerben. So gibt es Geschwindigkeit, Genügsamkeit, Langlebigkeit, besondere Vermehrungsarten oder auch Intelligenz. Nur durch sinnvolle Kombinationen kann es dem Spieler gelingen, seine Amöben überleben zu lassen und gar zum bestentwickelten Amöbenstamm zu werden. Nach ungefähr zwei Stunden Spielzeit gewinnt der Spieler, der auf der Entwicklungsskala als Erster im Zielbereich ganz vorne steht.
Für das Spiel erschien 1998 die Erweiterung „Ursuppe – Frisch abgeschmeckt“, die einen Satz Genkarten enthält. Diese Erweiterung ermöglicht es zudem, das Spiel mit bis zu sechs anstatt nur maximal vier Spielern zu spielen.
Unter dem Titel „Primordial Soup“ gibt es seit 2004 eine Umsetzung des Spiels in englischer Sprache.